# Pedro Calderón de la Barca
Pedro Calderón de la Barca, celým jménem Pedro Calderón de la Barca y Barreda González de Henao Ruiz de Blasco y Riaño (17. ledna 1600, Madrid – 25. května 1681, Madrid) byl španělský barokní dramatik a básník.

## Život
Narodil se v rodině hidalga, tajemníka královské pokladny jako třetí ze šesti dětí. Matka byla původem z Vlámska a zemřela v roce 1605. Pedro se na přání svého otce měl stát knězem, protože to bylo podmínkou získání dědictví po dědovi. V letech 1608–1613 studoval na jezuitské koleji v Madridu teologii, gramatiku, latinu a řečtinu. V roce 1614 pokračoval na univerzitě v Alcalá de Henares. Po otcově smrti v roce 1615 přestoupil na univerzitu v Salamance, kde pět let studoval církevní a občanské právo. Už za studií se pokoušel o literární tvorbu, v roce 1621 se s úspěchem zúčastnil básnické soutěže.
V roce 1621 se jeho dva bratři zapletli do vraždy španělského šlechtice, jehož rodina požadovala velké výkupné za urovnání sporu. Pedro Calderón musel vstoupit do služeb kastilského vévody Bernardina Fernández de Velasco y Tovar, otce zavražděného mladíka. Podle některých jeho životopisců s ním v letech 1623 až 1625 cestoval po Flandrech a severní Itálii a jako voják se zúčastnil různých válečných akcí. V roce 1626 se rodině podařilo získat dostatečné prostředky, aby mohl být spor ukončen. Po návratu z cest se Calderón stal pážetem ve službách vévody de Frias.
První známá komedie Pedra Calderóna Láska, čest a síla (Amor, honor y poder) byla uvedena v Madridu v roce 1623. Po úspěchu začal psát pro královský dvůr další hry. Počátkem třicátých let byl již slavným dramatikem a získal ocenění od samotného krále Filipa IV., který ho pasoval na rytíře řádu svatého Jakuba z Compostely. V roce 1635 byl jmenován ředitelem dvorního divadla Palacio del Retiro v centru Madridu. V tomto období napsal mimo jiné své nejznámější hry Život je sen (La vida es sueño) a Lékař své cti (El médico de su honra).

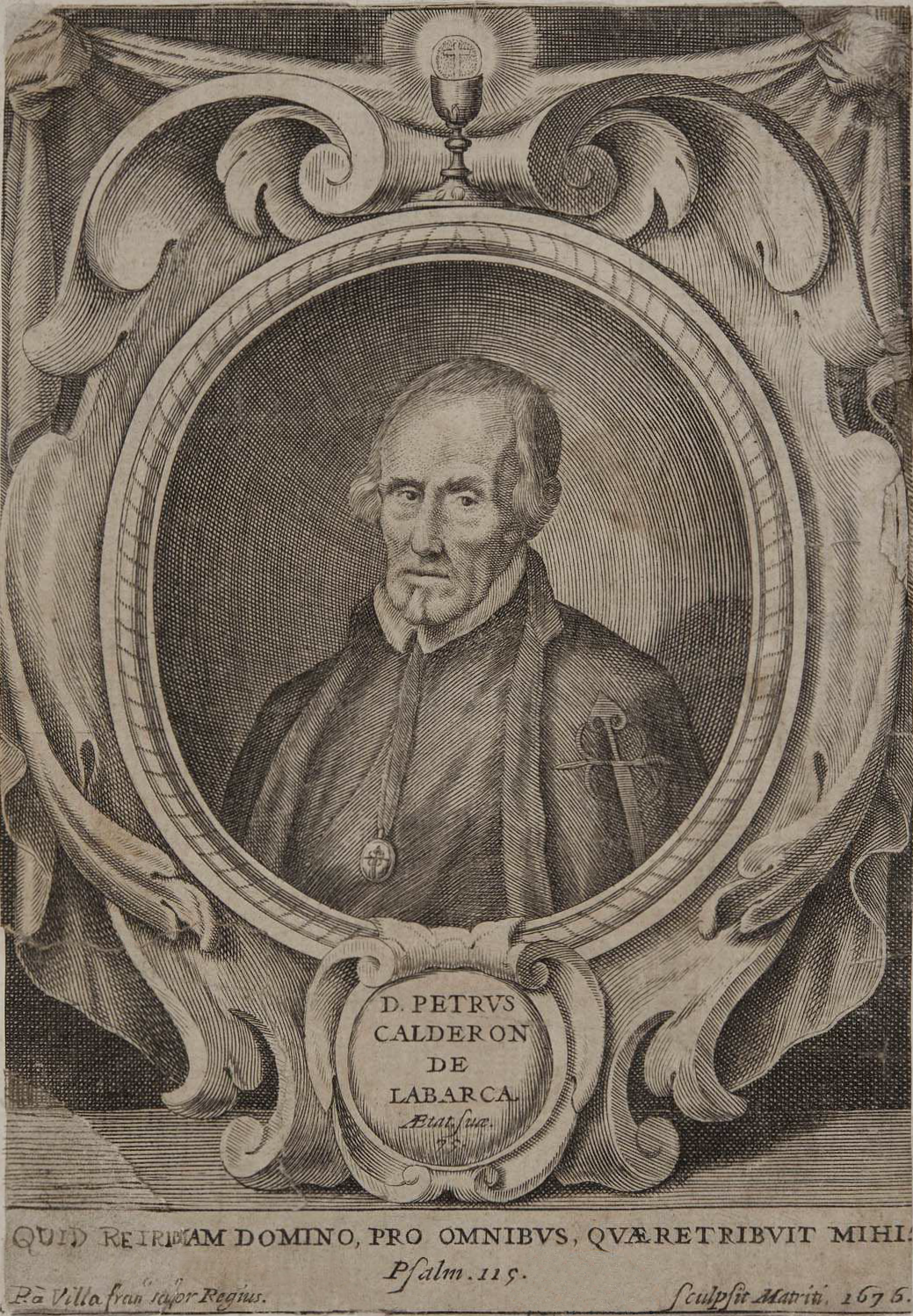
Pedro Calderón de la Barca na rytině z roku 1676

V roce 1640 vstoupil do vojska, aby v řadách jízdních kyrysníků hájil zájmy španělského krále v katalánské válce ženců. Na podzim roku 1642 byl raněn v bitvě u Lleidy a z armády vystoupil. Během bojů se stal svědkem smrti vlastního bratra Josého.
V polovině čtyřicátých let byl tajemníkem 6. vévody z Alby, Fernanda Álvarez de Toledo y Mendoza a žil na jeho dvoře v Toledu. V tomto období prožíval Calderón krizi jako dramatik i v osobním životě. Roku 1647 zemřel jeho druhý bratr Diego, narodil se mu nemanželský syn Pedro José (otevřeně se k němu přihlásil až po čtyřech letech). Jeho tvorba a divadlo vůbec se staly předmětem útoků náboženských moralistů a cenzorů, bylo mu vyčítáno, že píše světské komedie.
Východisko z krize nalezl v příklonu k víře. V roce 1650 se stal členem řádu sv. Františka a o rok později byl vysvěcen na kněze. V roce 1653 se stal kaplanem v katedrále v Toledu, což bylo dávné přání jeho děda i otce. Na příkaz krále i církevních představitelů pokračoval psaní her pro slavnosti u dvora v Madridu (Dcera vzduchu) a pro církevní obřady v Toledu (autos sacramentales). Nevyhýbal se ani komediím, více však inklinoval k mytologickým tématům (Echo a Narcissus a Syn slunce, Phaethon z roku 1661). Po roce 1660 napsal spolu se skladatelem Juanem Hidalgem několik oper.
Do Madridu se vrátil v roce 1663, když byl králem Filipem IV. jmenován čestným kaplanem. Po jeho smrti v roce 1665 Calderónova dramatická produkce poklesla. Nový král Karel II. jej v roce 1666 jmenoval vrchním kaplanem. Poslední komedii Osud a rozsudek Leonida a Marfisy (Hado y Divisa de Leonido y Marfisa), inspirovanou rytířskými legendami, napsal v roce 1680. Slavnostní premiéra se konala v divadle Buen Retiro u příležitosti královské svatby.
Calderón zemřel 25. května 1681 pět dní poté, co napsal závěť, v níž požádal o neokázalý pohřeb. Byl pohřben v kapli San José kostela Svatého Salvadora v Madridu, který byl v roce 1840 zbořen. Není přesně určeno, kde jsou nyní Calderónovy ostatky uloženy. Pravděpodobně spočívají v kostele Panny Marie Bolestné-Calle San Bernardo.

## Dramatická tvorba

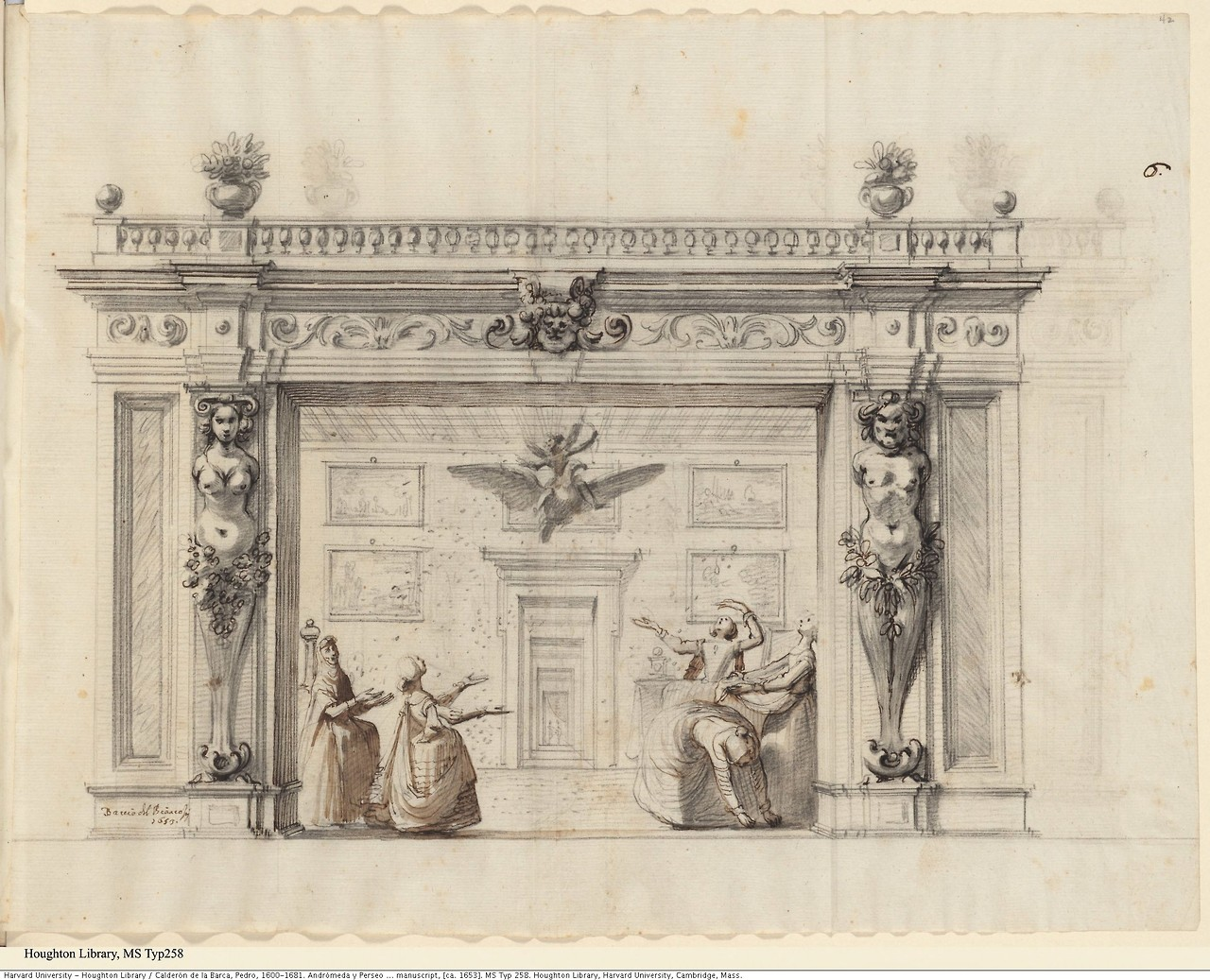
Baccio del Bianco:Scéna a kostýmy pro operu Perseus a Andromeda (1653), divadlo Colisseo, zámek Buon Retiro

Jako vyznavač katolicismu a příznivec absolutismu zpracoval dramaticky celý systém církevních etických idejí. Při výběru a zpracování dramatického materiálu vychází většinou z tématu (královská moc, katolicismus, čest) a na základě tohoto tématu vytváří dramatický konflikt.
Děj jeho her je přísně logicky strukturovaný, soustřeďuje se na jedinou postavu a její vnitřní konflikty (instinkt, cit, vůle, rozum). Tematicky se velká část jeho tvorby orientuje na náboženskou nebo nábožensko-filosofickou problematiku, ve které se odráží pesimistické názory rozkladu dvorské a církevní aristokracie.
Calderón je autor asi dvou set divadelních her, z toho 120 komedií, 80 náboženských dramat (autos sacramentales), mytologických témat a 20 krátkých komediálních scének (entremés). K jeho vrcholným dílům patří hra Život je sen (La vida es un sueño, 1635), v němž je řešen problém předurčení a svobodné vůle. V tomto dramatu se odráží krize renesanční kultury, rozpad feudálního světa.
Je pokládán za jednoho ze zakladatelů španělského hudebního divadla. V roce 1657 byla uvedena jeho první zarzuela Mořský záliv, jednoaktovka se zpěvem a hudbou Juana de Hidalgo.

## Objev Calderóna v Čechách
V padesátých letech 20. stol. prováděla Komise pro soupis rukopisů v ČSSR při Československé akademii věd výzkum v zámeckém archívu v Mladé Vožici. Profesor Miroslav Boháček našel několik anonymních španělských rukopisů obsahujících dramatické texty. Profesor Václav Černý jako romanista byl pak požádán, aby texty prozkoumal. Zjistil, že se jedná o tři ztracené Calderónovy hry, které si nechala opsat Marie Josefa Harrachová (1663–1741) jako mladá dívka a přivezla si je domů. Opisy vykazují známky spěchu, byly také pořízeny několika osobami, které si práci rozdělily. Hra o Valdštejnovi měla premiéru koncem února 1634, zrovna když oslavenec byl 25. února zavražděn na císařův příkaz. Zpráva dorazila do Madridu až za tři týdny a hra byla okamžitě stažena z repertoáru. Ještě významnější je druhá hra z autorova vrcholného období Velkovévoda z Gandíe (El gran duqe de Gandía) a byla složena a hrána v roce 1671 při národních oslavách sv. Františka z Borgie, vévody z Gandíe, důvěrníka císaře Karla Pátého. Prof. Černý vydal hru v originále v roce 1963. Novodobá repríza hry v německém překladu pod názvem Svět je šalba (Die Welt ist Trug) se uskutečnila 20. května 1966 na vídeňských oslavách Wiener Festwochen. Třetí hrou, kterou si mladá Marie Josefa přivezla, je komedie Nesmí se věřit ani pravdě (No hay creer ni en la verdad), která figuruje mezi ztracenými Calderónovými hrami pod názvem Zápas lásky a žárlivosti z roku 1649.

## Vybraná díla

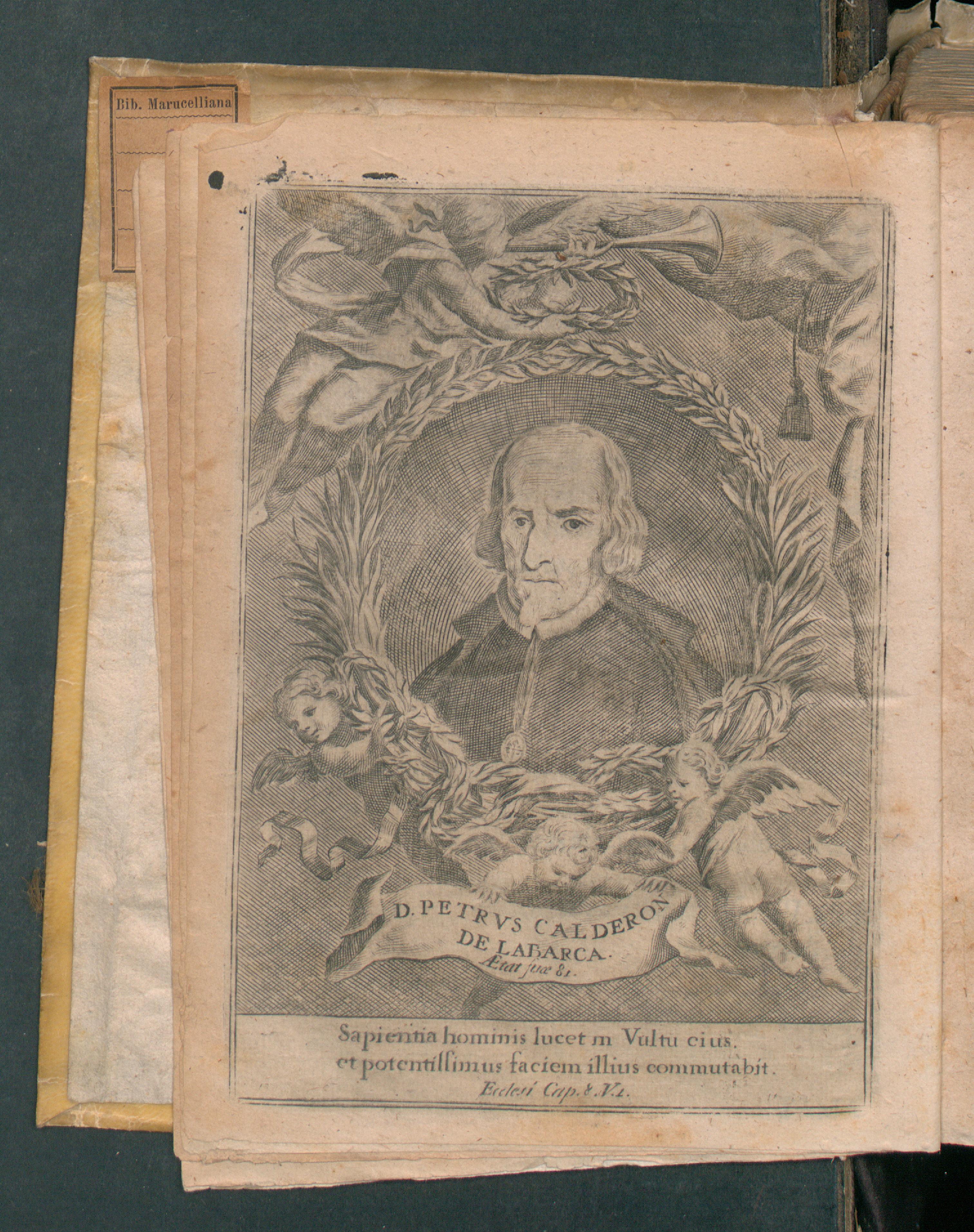
Comedias verdaderas, 1726

### Hry s náboženskou tematikou
- Velké divadlo světa (El gran teatro del mundo) (1655)
- Divotvorný kouzelník (El magico prodigioso) (1637)
- Očistec sv. Patricia (El Purgatorio de San Patricio) (1628)
- Pobožnost kříže (La devocion de la Cruz) (1637)

### Hry s filozofickou tematikou
- Dcera vzduchu (La hija del aire) (1653)
- Život je sen (La vida es sueño) (1631–1632).
  - Zpracováno v roce 1981 v Českém rozhlasu Brno jako rozhlasová dramatizace. Překlad Vladimír Mikeš, rozhlasová úprava Květoslava Kacetlová, dramaturgie Josef Zahradníček, hudba Zdeněk Pololáník, režie Jan Tůma. Osoby a obsazení: Basilio (Josef Karlík), Segismundo (Jiří Krampol), Astolfo (Karel Jánský), Clotaldo (Lubor Tokoš), Estrela (Sylva Talpová), Rosaura (Helena Sedláková), sluhové (Jan Kučera a Jiří Hubička), voják (Aleš Jarý), hlasy (Zdeněk Mahdal, Jaroslav Sypal, Pavel Tomanka, Pavel Kikinčuk a Luboš Ondráček).[5][6]

### Komedie

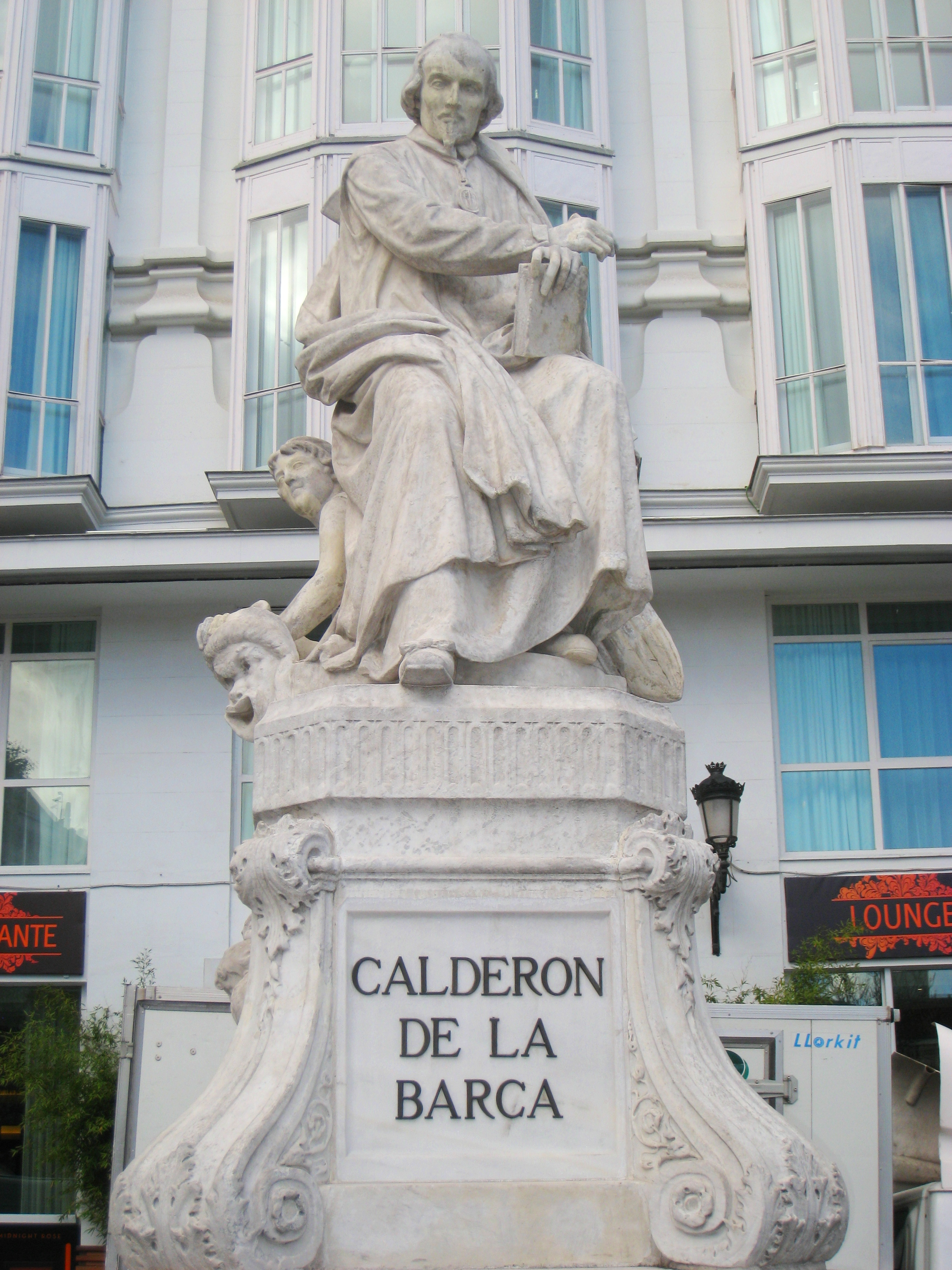
Socha Pedra Calderóna de la Barcy v Madridu ('Plaza de Santa Ana')

- Dáma skřítek(La dama duende, 1629)
- Je hůře, než bylo (Peor está que estava)
- Zápletky náhody (Los empeňos del acaso, 1639)
- Falešný astrolog (El astrologo fingido, 1641)
- Moje dáma nade všecko (Antes que todo es mi dama, 1636)
- Dům s dvojím vchodem (Casa con dos puertas, 1629)

### Hry s historickou tematikou
- Rychtář zalamejský (El alcalde de Zalamea, 1651)
- Tři odplaty v jedné (Las tres justicias en una, 1637)
- Lékař své cti (El medico de su honra, 1637)
- Velká Zenobie (La gran Cenobia, 1634)